# After My Death
After My Death (Originaltitel: Joe Maneun Sonyeo) ist ein Independentfilm und Debütfilm des südkoreanischen Regisseurs Kim Ui-seok aus dem Jahr 2017.

## Handlung
Gyeong-min wird vermisst. Noch am gleichen Tag werden ihre Schuhe und ihr Rucksack auf einer Brücke gefunden. Die Polizei geht von Selbstmord aus. Yeong-hui soll sie zuletzt gesehen haben. Die Polizei erhält ein Video einer Überwachungskamera von einer Unterführung, auf dem zu sehen ist, dass sich Yeong-hui und Gyeong-min küssen. Nur Yeong-hui wird auf einer anderen Kamera gefilmt, wie sie die Unterführung verlässt. Kommissar Kim befragt Yeong-hui im Anwesenheit von Gyeong-mins Mutter. Doch Yeong-hui sagt, sie habe Gyeong-min nichts angemerkt. Allerdings hat Han-sol der Polizei erzählt, dass Gyeong-min in Yeong-hui verliebt gewesen sei und Yeong-hui an dem Abend gesagt hätte, sie solle sich für sie töten. Doch nach Yeong-hui war das nur ein spaßiges Gespräch unter Freunden. Daraufhin greift Gyeong-mins Mutter Yeong-hui an und die Befragung wird beendet. Die Mutter solle sich zurückhalten.
In der Schule spricht sich die Sache rum und viele Schülerinnen geben Yeong-hui die Schuld an Gyeong-mins Tod. Auch Gyeong-mins Mutter verfolgt Yeong-hui heimlich und stellt sie zur Rede. Yeong-hui glaubt nicht, dass Gyeong-min Suizid beging, sondern, dass sie ihr eins auswischen will und abgetaucht ist. Doch kurz darauf findet die Polizei die Leiche. Einige Schülerinnen suchen Yeong-huis Zuhause auf und wollen ihre Schuhe zerschneiden. Doch als sie plötzlich rauskommt, sind alle überrascht. Yu-ri greift sie mit einem Messer an und alle laufen schnell davon. Am nächsten Tag ist Yeong-hui mit einem blauen Auge und Verletzungen in der Schule.
Die Schülerinnen sollen alle zu Gyeong-mins Beisetzung kommen. Yeong-hui kommt auch und will ihren Lehrer überzeugen, dass sie nichts mit dem Tod Gyeong-mins zu tun hat. Zudem habe sie noch vor Gyeong-min den Wunsch geäußert, Selbstmord zu begehen. Ihr Verhalten wird als störend befunden. Sie sucht die Toilette auf und trinkt dort eine Flüssigkeit aus einem Behälter. Sofort beginnt sie, sich zu übergeben und Blut zu spucken und verliert ihr Bewusstsein. Als sie gefunden wird, wird sie ins Krankenhaus gebracht und kann gerettet werden. Sie hat allerdings schwere innere Verletzung und kann zunächst nur über ein Beatmungsgerät Luft bekommen und Essen wird ihr direkt in flüssiger Form zugeführt.
Unter den Schülerinnen wird diskutiert, ob Yeong-hui wirklich für den Tod Gyeong-mins verantwortlich ist. Schließlich wird ein Abschiedsbrief von Gyeong-min gefunden, in dem sie sich bei einigen Mitschülerinnen entschuldigt, darunter auch Yeong-hui. Daraufhin glauben die Schülerinnen nicht mehr, dass Yeong-hui Schuld hat. Han-sol gesteht ihr im Krankenhaus, dass sie die Polizei belogen hat und von Gyeong-mins Selbstmordplänen wusste, aber nicht einschritt. Sie ist ebenfalls in Yeong-hui verliebt und hat am Vortag mit Gyeong-min gestritten. Yeong-hui und Han-sol küssen sich. Nach einiger Zeit kehrt Yeong-hui wieder in die Schule zurück, kann aber nicht sprechen und sich nur per Gebärdensprache oder Schrift verständigen. Als sie wieder zur Schule kommt, drückt sie in Gebärdensprache aus: „Ich bin hier, um meinen Tod zu vollenden, auf den ihr so lange gewartet habt. Ich möchte noch vor euch sterben.“ Doch niemand versteht, Gebärdensprache.
Gyeong-mins Mutter beäugt Yeong-hui weiterhin. Sie möchte wissen, was in Gyeong-min vorging. Es kommt zu einem letzten Gespräch. Yeong-hui erzählt, Gyeong-min habe gesagt, niemand würde sie vermissen wenn sie nicht mehr da ist. Yeong-hui wusste von ihren Selbstmordgedanken, hielt sie aber nicht davon ab, da sie Gyeong-min gut nachempfinden könne. Darauf nimmt sich Frau Seo ein Messer und sticht auf sich selbst ein, bis andere versuchen, sie aufzuhalten.

## Rezeption
After My Death erhielt positive Kritiken und wurde auf dem Busan International Film Festival, wo der Film Weltpremiere feierte, mit dem New Currents Award ausgezeichnet. Die internationale Premiere feierte der Film am 18. März 2018 auf dem Internationalen Filmfestival Freiburg, wo er mit dem Sonderpreis der Jury ausgezeichnet wurde. Der Film lief am 13. September 2018 in den südkoreanischen Kinos an und erreichte 21.840 Zuschauer. Am 21. November 2018 folgte die Veröffentlichung in Frankreich.
Pierce Conran beschreibt die Musik von Sunwoo Jung-ah als „bedrohend“ und als ein echtes Highlight des Films, in dem es den psychologischen Zustand der Figuren untermale. Panos Kotzathanasis fühlt sich an Filme wie Pluto, Thread of Lies und King of Pigs erinnert, in denen es auch um Schulmobbing ginge. Wie in dem Film Geständnisse ummantle Kim Ui-seok seinen Sozialkommentar in Geheimnisse und Handgreiflichkeiten. Der Film zeichne sich aus durch Baek Seong-bins Kameraführung, die die Leinwand mit Dunkelheit und unheilvollen Schatten fülle. Jeon Yeo-bin sei großartig in ihrer schwierigen Rolle, sowohl physisch wie auch psychisch. Nach Kotzathanasis ist After My Death ein sehr starker und denkwürdiger Film. Für Oriana Virone von Asian Movie Pulse sei es ein beeindruckender Debütfilm mit starker Hauptdarstellerin. Sie betont außerdem, dass sich der Film ausschließlich auf weibliche Figuren fokussiere, was eine Seltenheit im Kino sei.

## Produktion und Interpretation
Bei After My Death handelt es sich um Kim Ui-seoks Abschlussarbeit an der Korean Academy of Film Arts (KAFA). An dem Drehbuch arbeitete er zwei Jahre. Kim sagte, er wolle zeigen, welche Folgen ein Selbstmord für die Hinterbliebenen hat, und was mit der plötzlichen Leere geschehe. Er fokussierte sich dabei auf den Realismus in den Handlungen seiner Figuren, so dass diese nachvollziehbar seien. Die Gründe für Gyeong-mins Tod werden im Film nie offenbart, doch die Figuren treffen Annahmen. Kim wollte, dass der Schatten von Gyeong-mins Tod so groß wird, dass er die Figuren in einen Zustand des Wahnsinns treibt. Auch auf den Umgang mit der Schuld legte Kim viel Wert. Er wollte eine Situation schaffen, in der niemand wirklich schuldig ist, sie aber gleichzeitig ein zentrales Thema ist. Yeong-huis Klassenkameraden geben ihr die Schuld. Yeong-hui besteht aber auf ihre Unschuld, während sie sich im Innern allerdings selbst die Schuld gibt. Kim wollte ein Bild der Gesellschaft zeichnen, in der verschiedene Sichtweisen aufeinander treffen.
Kim Ui-seok hat selbst einen guten Freund verloren und wollte in dem Film verschiedene Emotionen darstellen.